# Hartapu
Hartapu est un prince hittite du Nouvel Empire hittite tardif qui régna, pense-t-on, sur Tarhuntassa au début du xiie siècle av. J.-C.

## Vie
Hartapu est connu par des inscriptions à Karadag, Kizildag près de Karaman et Burunkaya près de Aksaray.
Il se prétendait le fils de Mursili iii qui régna sur le Nouvel l'Empire hittite de 1272 à 1267 av. J.-C. On suppose qu'il fut le successeur de son oncle Kurunta sur le trône de Tarhuntassa.
Il portait, comme Kurunta, la titulature de Grand Roi et Héros pour manifester ses prétentions sur le trône de l'Empire hittite qu'avaient usurpé Hattusili iii et ses descendants. Kuzi-Tessub, dont il était le contemporain, portait également ce titre depuis le chute du Nouvel Empire hittite et que s'était achevée la suprématie de Hattusa.
Il a pu avoir pour successeurs au viiie siècle av. J.-C. Tuwati de Tabal et son fils Wasusarma.

## Lignage
L'arbre généalogique ci-dessous est une reconstruction possible, parmi d'autres, du lignage de la famille royale de l'empire hittite. La nomenclature des souverains, les liens de parenté demeurent obscurs par de nombreux aspects,,.